# سيزر أنطوان
سيزر أنطوان هو محرر وشخصية أعمال وصحفي وسياسي أمريكي، ولد في 1 سبتمبر 1836 في نيو أورلينز في الولايات المتحدة، وتوفي في 12 سبتمبر 1921 في شريفبورت في الولايات المتحدة. نشط حزبياً في الحزب الجمهوري. وقد انتخب عضو مجلس ولاية لويزيانا ‏.